# Les Invisibles
Les Invisibles je francouzský němý film z roku 1906. Režisérem je Gaston Velle (1868–1953). Film trvá zhruba 8 minut a premiéru měl 19. dubna 1906.

## Děj
Vědec vymyslí lektvar, který dokáže lidi na krátkou dobu zneviditelnit. Dva podvodníci ukradnou lektvar a spáchají řadu zločinů.